# Южная Остроботния
Ю́жная Остробо́тния (швед. Södra Österbotten), или Ю́жная По́хьянма́а (фин. Etelä-Pohjanmaa) — область в Финляндии. Административный центр — город Сейняйоки.

## Муниципалитеты
Южная Остроботния состоит из 19 общин:
| 1. Алаярви 2. Алавус 3. Эвиярви 4. Ильмайоки 5. Исойоки 6. Исокюрё 7. Яласярви 8. Карийоки 9. Каухайоки 10. Каухава 11. Куортане |  | 1. Курикка 2. Лаппаярви 3. Лапуа 4. Сейняйоки 5. Сойни 6. Теува 7. Вимпели 8. Эхтяри |  |

## Экономика
По ВВП на душу населения в 2017 г. регион занимал 16-е место (из 19 регионов) в Финляндии с показателем 27 964 евро на человека.